# Protogoniopsis arida
Protogoniopsis arida là một loài ruồi trong họ Tachinidae.